# 叶崎
叶崎（かなえざき）は、高知県土佐清水市の西端で大月町との境近くにある岬。国道321号線（サニーロード）のほぼ中央に位置し太平洋に突き出た岬で切り立った断崖の上に白亜の灯台が立つ。北緯32度44分54.826秒 東経132度48分6.853秒 / 北緯32.74856278度 東経132.80190361度座標: 北緯32度44分54.826秒 東経132度48分6.853秒 / 北緯32.74856278度 東経132.80190361度。

## 概要
国道の叶崎トンネル手前から周回道路に入ると中央部が開け駐車スペースがある。遊歩道を南へ進むと芝生広場となり白い灯台が立つ、さらに進むと断崖絶壁から大海原に浮かぶ岩場と水平線が臨める。駐車スペースに戻り北側には石段があり、上ると叶観音を祀る叶崎観音堂がある。
- 叶埼灯台：明治44年8月20日に初点灯。建物は白色八角形レンガ作り高さ8.3m、水面より灯火までの高さ40.5m。光源は灯油からアセチレンガスそして電灯へ改善され8300カンデラ、光到達距離25km（13.5海里）である。
- 叶崎展望台：叶崎トンネルを西側に出て約100mほどの国道脇にあり。上からは叶崎海岸を一望できる。

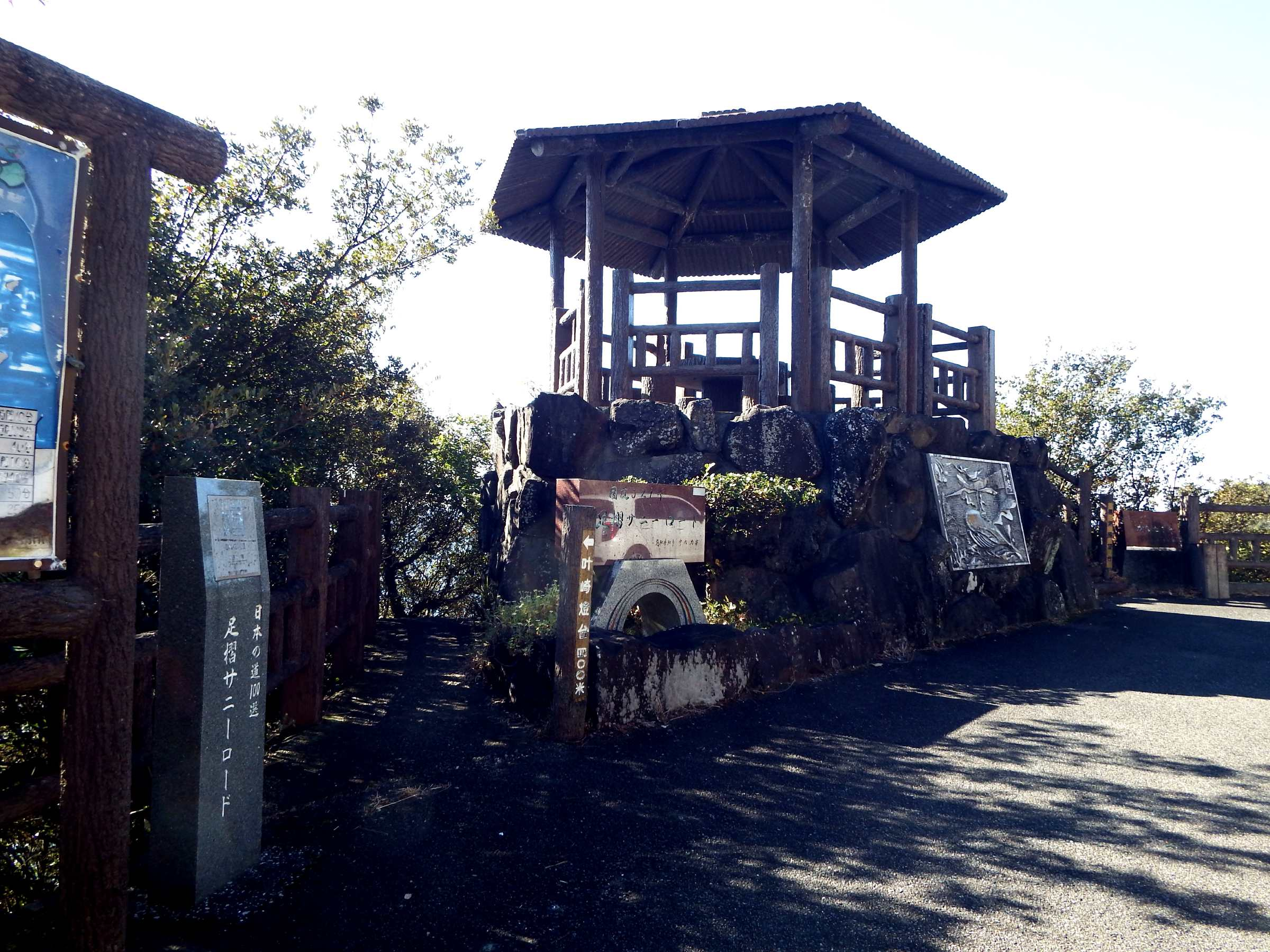
叶崎展望台
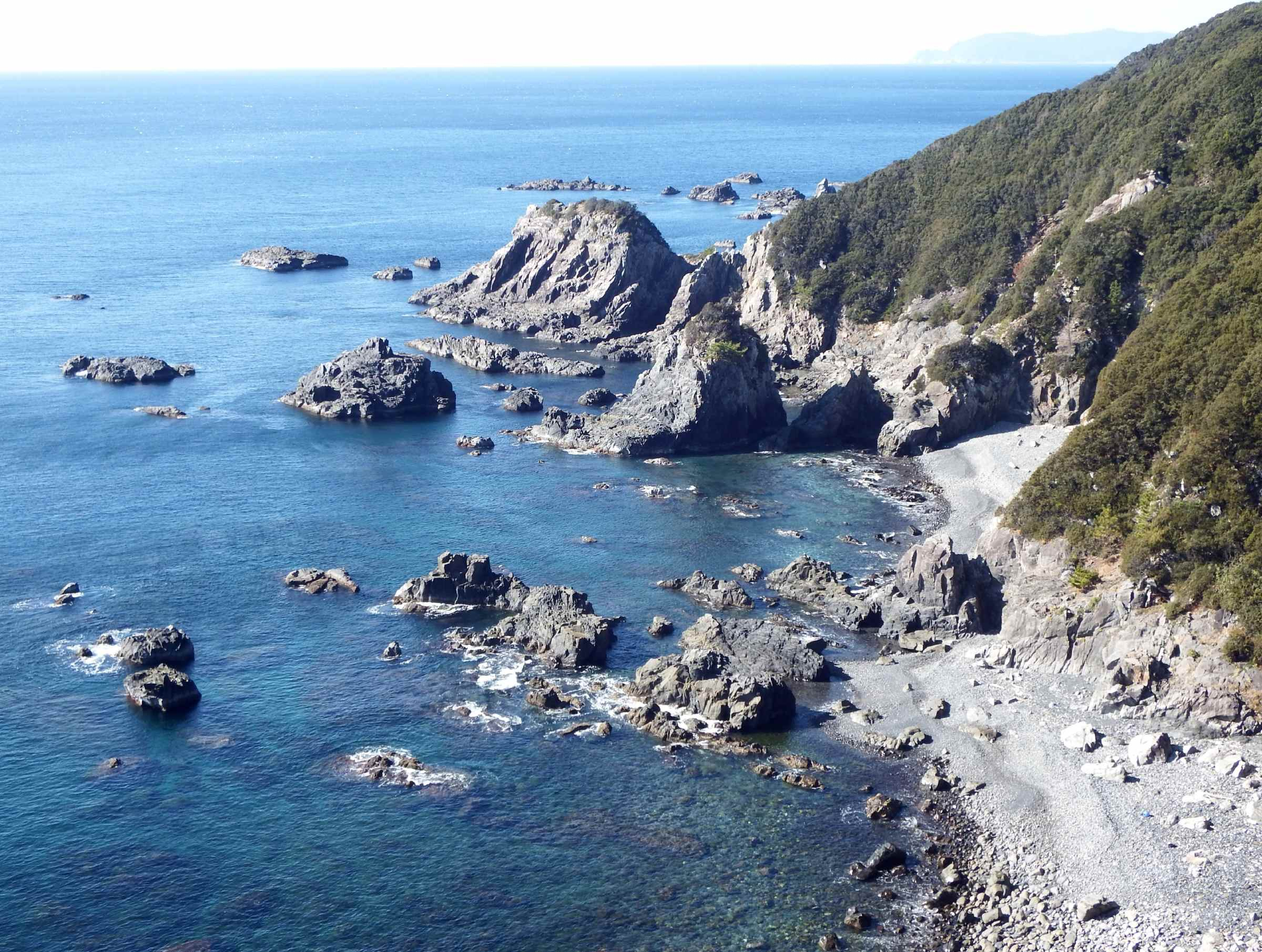
叶崎の西側海岸
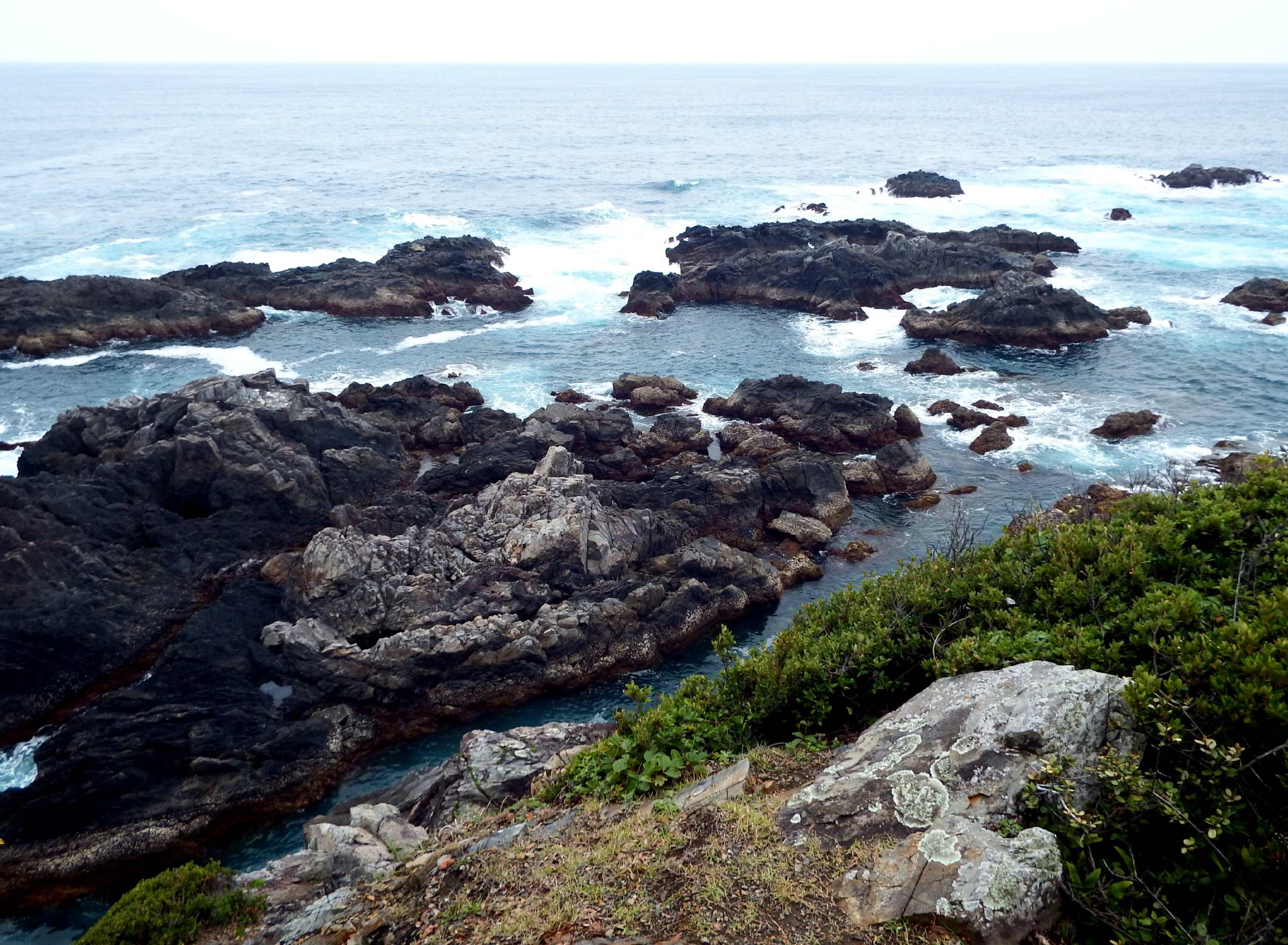
叶崎の先端
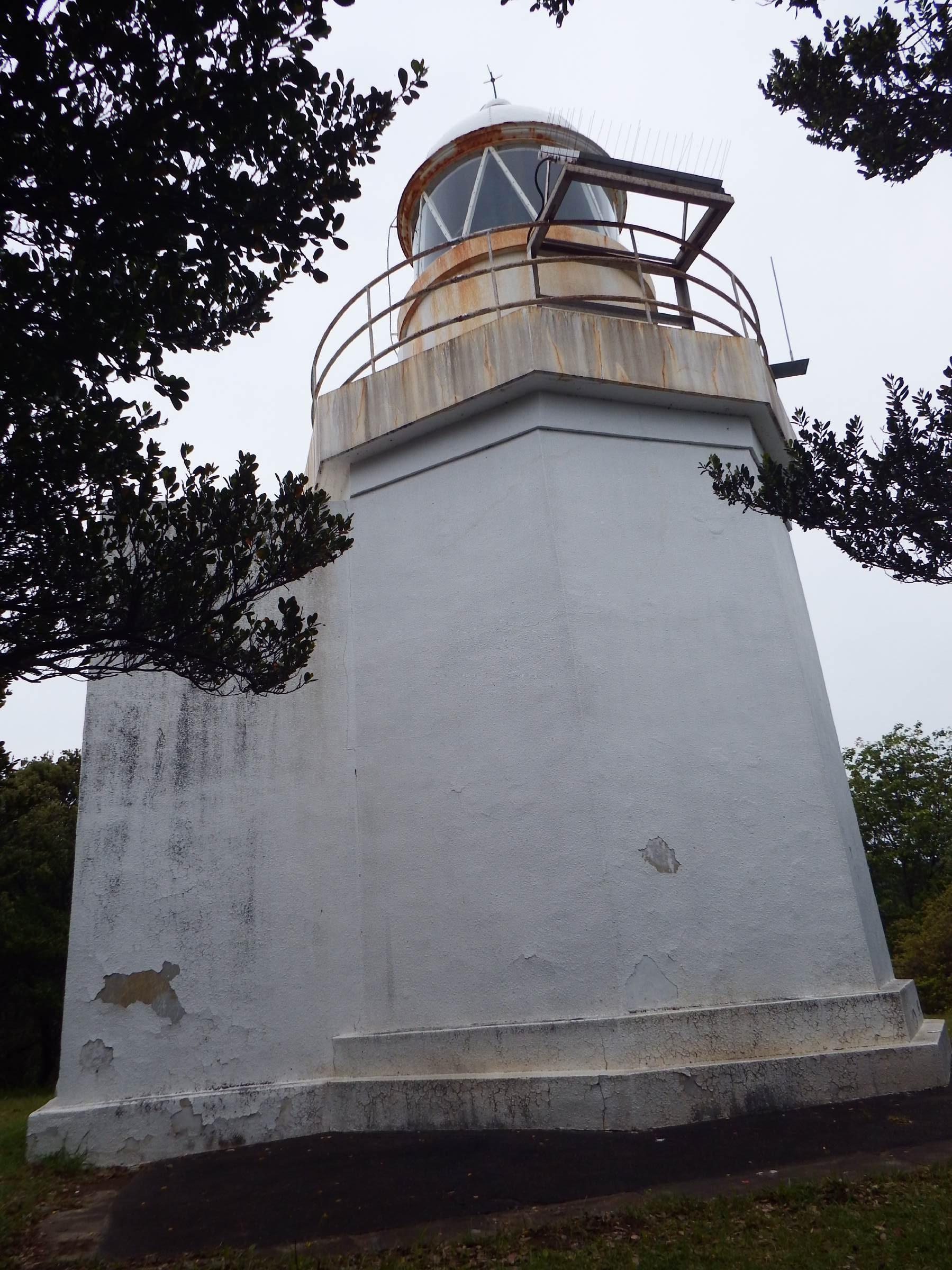
叶埼灯台
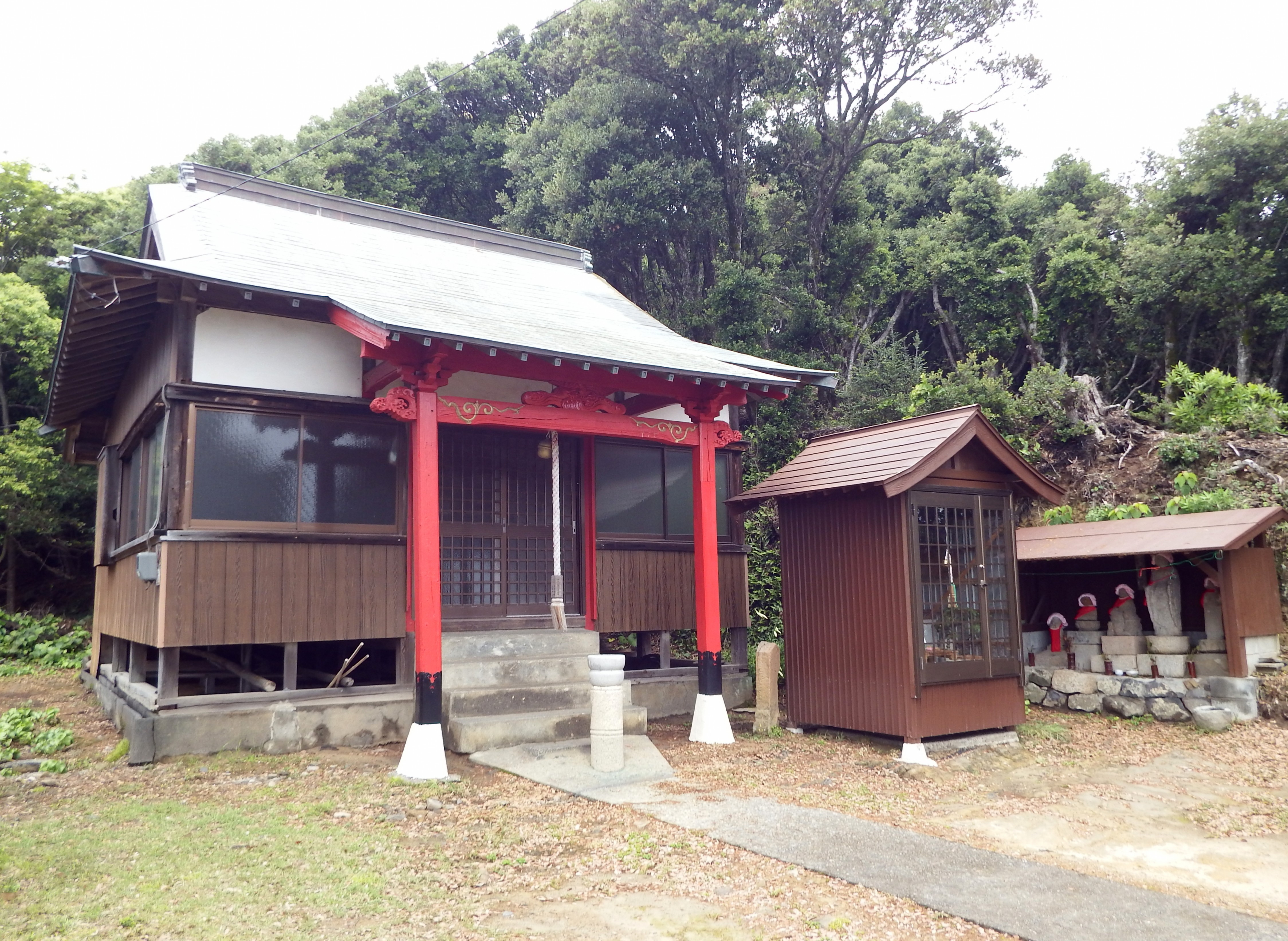
叶崎観音堂